# Odile van Aanholt
Odile van Aanholt (Willemstad, 14 januari 1998) is een Curaçaos-Nederlandse zeilster die voornamelijk uitkomt in de 49erFX-klasse voor Nederland. Ze werd in 2021 Europees en wereldkampioen met Elise de Ruijter. In februari 2022 stond zij eerste op de wereldranglijst van World Sailing in de 49erFX-klasse. In diezelfde klasse werd ze in maart 2024 met Annette Duetz wereldkampioen in Lanzarote en in augustus van dat jaar Olympisch kampioen in Parijs. Het duo bemachtigde daar de honderdste gouden medaille ooit voor Nederland.

## Jeugd
In 1998 wordt van Aanholt geboren op Curaçao, een eiland in het zuiden van het Caribisch gebied. Curaçao is een van de vier landen van het Koninkrijk der Nederlanden.
Van Aanholt start vanaf haar 6e met zeillessen in de Optimist bij Youth Sailing Curacao (YSCO). Ze doet al snel mee met verschillende internationale wedstrijden voornamelijk in het Caribisch gebied. Ze vertegenwoordigde de Nederlandse Antillen op continentale en wereldkampioenschappen. Op de wereldkampioenschappen Optimist in 2010 in Maleisië werd ze 3de in het meisjesklassement. Haar eerste grote internationale overwinning was op de Noord-Amerikaanse kampioenschappen Optimist in 2012 in Valle de Bravo, Mexico waar ze zowel het meisjes- als jongensklassement won. In datzelfde jaar won ze ook het meisjesklassement op de Zuid-Amerikaanse kampioenschappen Optimist in Mar del Plata, Argentinië.
Na haar carrière in de Optimist, waarvoor een maximale leeftijdsgrens van 15 jaar geldt, is van Aanholt actief in verschillende andere zeilklasse waaronder de Byte, Laser 4.7, Laser radiaal en 29er.
Op haar 16de komt van Aanholt voor het eerst voor Nederland uit. In 2014 wordt ze Wereldkampioen Byte bij de vrouwen. In datzelfde jaar wordt ze tweede op de Europese kampioenschappen Laser 4.7 en 4de op de wereldkampioenschappen in de 29er-Klasse. Op de Olympische Jeugd Spelen 2014 in China was ze vlaggendraagster voor Nederland en won ze een zilveren medaille.

## Carrière
In 2016 maakt ze haar debuut in de 49erFX-klasse. Van Aanholt is stuurvrouw en vaart met verschillende bemanningsleden.
In 2018 voegt ze zich bij de Nederlandse talentploeg. Ze vormt een team met Marieke Jongens waarmee ze in 2018 3e op de World Cup in Palma de Mallorca wordt en 6e op de Wereldkampioenschappen in 2018 in Aarhus. Het duo wint vervolgens de 2019 World Cup in Genua waardoor zij eerste staan in de Olympische selectie voor de Olympische Spelen Tokio 2020. Echter verliezen zij de tweede kwalificatie toernooi van Annemieke Bekkering en Annette Duetz die voor Nederland uitkomen op de spelen.
In 2019 richt van Aanholt het Kingdom Team Netherlands op waarmee zij zich samen Bart Lambriex, Jorden van Rooijen, Emma Savalon  en Guido Gallinaro voorbereiden op de Jeugd America's cup die plaats zou vinden in 2020 in Nieuw-Zeeland. Het team komt uit voor Koninklijke Watersport-Vereeniging 'Loosdrecht' en wordt gerund door van Aanholt en vrijwilligers van de KWVL. De Jeugd America's cup kon door de pandemie niet plaatsvinden. In aanloop won het team de 69F Saling Cup.
In 2021 vormt van Aanholt met Elise de Ruijter een koppel in de 49FX. Ze wint met haar de Alexander the Great Cup en vervolgens ook de Europese kampioenschappen in Thessaloniki, Griekenland. In november 2021 wint het team ook de Open Asian Championships die gehouden worden in Al-Mussanah, Oman. Deze wedstrijd is een voorbereiding de Wereldkampioenschappen die twee weken later plaats vinden. Van Aanholt en Ruijter leidden al met ingaan van de medalrace op het Noorse tweetal Helene Naess-Marie Rønningen. Het Nederlandse zeilkoppel wist die koppositie vast te houden met de derde plek in de slotrace en verzekeren hiermee hun Wereldtitel.
Sinds april 2022 vormt ze een duo met Annette Duetz. Ze wonnen meteen zowel de Worldcup in Palma als de Allianz regatta in Almere. gingen door tot de Olympische Spelen van Parijs, waar ze verrassend goud wonnen.
Van Aanholt is onderdeel van TeamNL en wordt persoonlijk gesponsord door Magic Marine. Naast professioneel zeilster is van Aanholt ook yoga docent.

## Overzicht resultaten 2021
| DATUM  | KLASSE         | EVENEMENT                                                                | GRADE | POS |
| ------ | -------------- | ------------------------------------------------------------------------ | ----- | --- |
| Nov 21 | 49erFX - Women | 49er, 49erFX & Nacra 17 World Championships Al-Mussanah Sports City, OMA | 200   | 1   |
| Nov 21 | 49erFX - Women | 49er & 49erFX Asian Open Championships Mussanah, OMA                     | 100   | 1   |
| Sep 21 | 49erFX - Women | 49er, 49erFX and Nacra 17 European Championships Thessaloniki, GRE       | 100   | 1   |
| Sep 21 | 49erFX - Women | Alexander the Great Cup Thessaloniki, GRE                                | 50    | 1   |

## Privé
Odile is de dochter van bewegingswetenschapper Marjolein van Aanholt Grol en Olympiër en wereldkampioen Sunfish Cor van Aanholt. Cor van Aanholt nam in 2000 deel aan de Olympische Zomerspelen in de Laser klasse, waar hij ook de vlaggendrager was voor de Nederlandse Antillen. Hij was daarna ook lid was van het bestuur van de World Olympians Association.
Odile is de jongste uit een gezin van vier kinderen. Haar broers en zus zijn ook competitieve zeilers. Zus Philipine van Aanholt deed twee keer mee aan de Olympische Spelen en is tweevoudig Wereldkampioen. Haar broer Ard van Aanholt won een bronzen medaille in de Sunfish klasse op de 2010 Central American and Caribbean Games in Mayagüez, Puerto Rico. Tijdens de Spelen van Parijs gaf hij, samen met Dean van het Laar, commentaar bij de gouden race van zijn zuster. Voor hun verslag kregen zij de Theo Koomen Award voor het beste sportcommentaar van het jaar. Broer Just van Aanholt won zilver op de Olympische Jeugdspelen van 2010 in Singapore.
Odile van Aanholt heeft sinds 2017 een relatie met Nederlandse zeiler Bart Lambriex, die in 6e werd op de Olympische Spelen van Tokio.